# Індіан (річка)
Індіан («Індіанська») — річка на сході штату Флорида. Протікає в округах Бревард та Волусіа з півночі на південь вздовж західного берега острову Меррит до протоки Сент-Люсі. Довжина — 195 км. (121 миля).
У 1960-х роках було запропоновано будівництво каналу Сент-Джонс — Індіан-Рівер — Бардж, проте проект був скасований у 1970-х роках.
Притоки: Сент-Люсі (St. Lucie River), Сент-Сібастіан (St. Sebastian River), Тюрки-Крік (Turkey Creek).
В деякі пори року мости на річці перешкоджають руху червоних водоростей (Gracilaria) за течією, це спричиняє запах сірководню навколо водойми.